# Searsia (planta)
Searsia  es un género de plantas de la familia de las anacardiáceas.

## Taxonomía
El género fue descrito por F.A.Barkley.

## Especies aceptadas
- Searsia acocksii (Moffett) Moffett
- Searsia albida (Schousb.) Moffett - granillero de Canarias[4]
- Searsia albomarginata (Sond.) Moffett
- Searsia burchellii (Sond. ex Engl.) Moffett
- Searsia ciliata (Licht. ex Schult.) A.J.Mill.
- Searsia flexicaulis (Baker) Moffett
- Searsia glutinosa (Hochst. ex A.Rich.) Moffett
- Searsia lancea (L.f.) F.A.Barkley
- Searsia leptodictya (Diels) T.S.Yi, A.J.Mill. & J.Wen
- Searsia marlothii (Engl.) Moffett
- Searsia natalensis (Bernh. ex C.Krauss) F.A.Barkley
- Searsia pendulina (Jacq.) Moffett
- Searsia pentaphylla (Jacq.) F.A.Barkley
- Searsia populifolia (E.Mey. ex Sond.) Moffett
- Searsia problematodes (Merxm. & Roessler) Moffett
- Searsia pyroides (Burch.) Moffett
- Searsia quartiniana (A.Rich.) A.J.Mill.
- Searsia tenuinervis (Engl.) Moffett
- Searsia tomentosa (L.) F.A. Barkley
- Searsia tripartita (Ucria) Moffett
- Searsia undulata (Jacq.) T.S.Yi, A.J.Mill. & J.Wen
- Searsia volkii (Suess.) Moffett